# Ahriman (maďarská hudební skupina)
Ahriman je maďarská black metalová kapela založená v roce 1992 ve městě Segedín.
Debutové studiové album s názvem Naturegate vyšlo v roce 2001 pod hlavičkou hudebního vydavatelství Nephilim Records. 

## Diskografie
Dema
- Sanctuary of Darkness (1994)
- The Return of the Black Feelings (1996)
- Promo '98 (1998)

Studiová alba
- Naturegate (2001)
- Ködkín ösvény - Mistpain Path (2005)
- Őskő (2019)
- Kehely (2022)

EP
- ...from the Dark Nature (1997)
- Bőrkoporsó (2016)

Kompilační alba
- The Early Years (2008)

Singly
- Őskő (2018)

Split nahrávky
- A Tribute to Tormentor (1998) – tribute split 7" vinyl s maďarskou kapelou Frost, obě kapely přispěly jednou coververzí skladby od skupiny Tormentor